# Schloss Osterberg

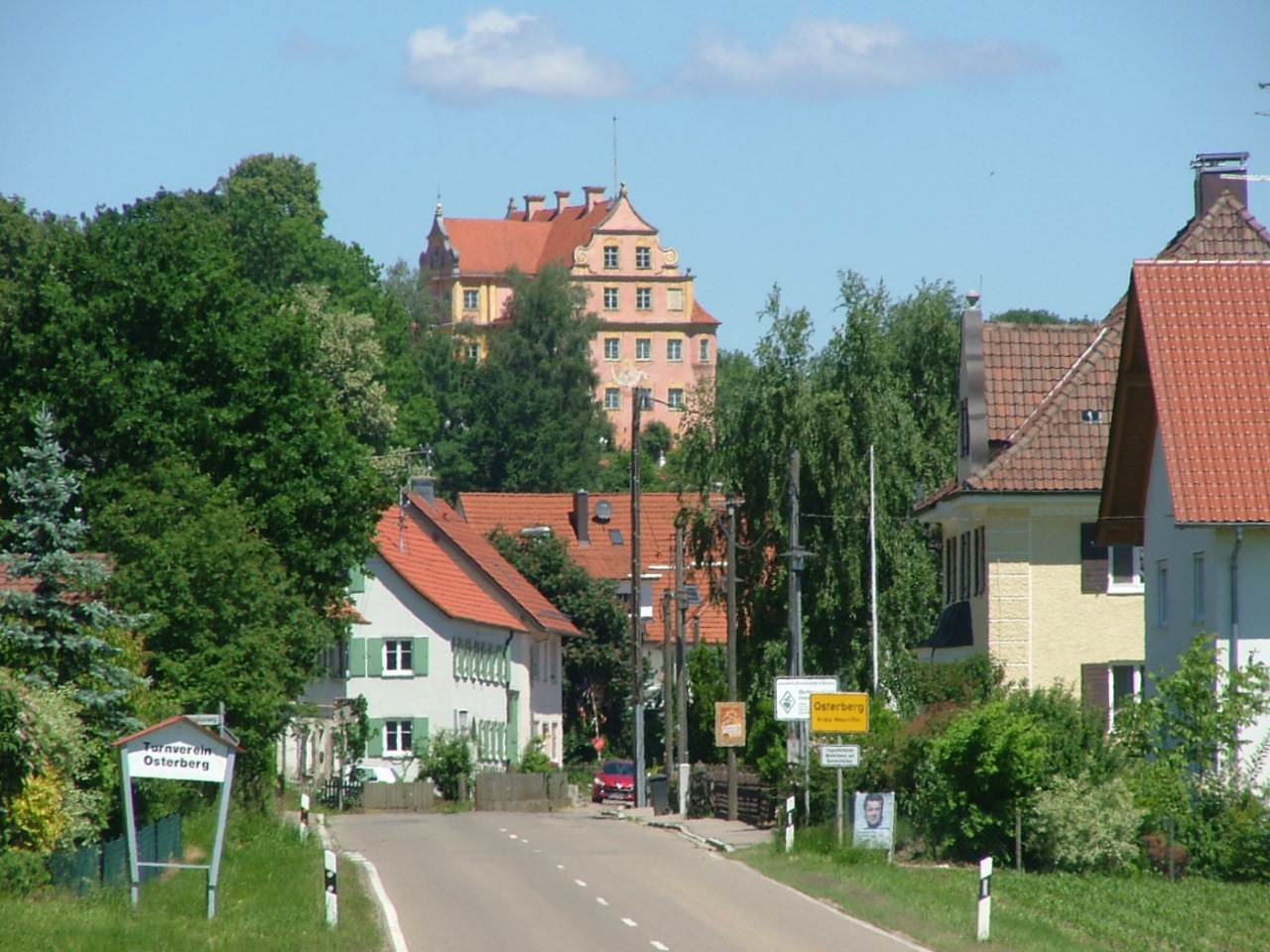
Schloss Osterberg

Schloss Osterberg ist ein Schloss in der Gemeinde Osterberg im bayerisch-schwäbischen Landkreis Neu-Ulm.

## Geschichte
Im Jahre 1455 erwarb Gaudenz von Rechberg drei Bauernhöfe und eine Sölde in Weiler. Durch Teilung unter Brüdern erhielt 1507 Gaudenz von Rechberg Osterberg, Weiler und Wolfenstall. Im Jahre 1535 begann er, an Stelle des alten, baufälligen Gotteshauses eine neue Kirche „St. Maria“ zu erbauen. Er begann auch mit dem Bau von Schloss Osterberg, das über dem Ort auf einer Bergzunge in der zweiten Hälfte des 16. und Anfang des 17. Jahrhunderts unter Einbeziehung von Resten einer mittelalterlichen Burg erbaut wurde.
Um einen langgestreckten Hof gruppieren sich der Hauptbau, das sogenannte Hohe Schloss, das Niedere Schloss, im Westen Amts- und Gärtnerhaus, an der Südseite Leutehaus mit Remisen. Die Familie Mayer von Röfingen hatte von 1679 bis 1816 die Herrschaft Osterberg inne. Im Jahr 1712 wurde die Familie in den Reichsfreiherrenstand erhoben und nannte sich fortan nach dem Ort Freiherren von Osterberg. Im Jahre 1816 verkaufte Anselm Freiherr von Osterberg das Schlossgut mit Patrimonialgericht an Christoph Friedrich Freiherrn von Ponickau, der einen Familienfideikommiss errichtete. Weitere Eigentümer waren später Johanna-Olga von Malsen-Ponickau und dann ihr ältester Sohn Johann-Erasmus von Malsen-Ponickau. Dieter (Dietrich) Freiherr von Malsen-Ponickau verkaufte den Besitz 1995, nachdem das Inventar versteigert worden war.
Das Gebäude steht unter der Aktennummer D-7-75-142-1 unter Denkmalschutz.